# Snapdragon Stadium
Das Snapdragon Stadium ist ein College-Football- und Fußballstadion in der US-amerikanischen Stadt San Diego im Bundesstaat Kalifornien. Seit der Eröffnung im September 2022 ist es die Heimspielstätte der San Diego State Aztecs, der NCAA-College-Footballmannschaft der San Diego State University (SDSU). Daneben nutzen auch die Frauenfußballmannschaft des San Diego Wave FC aus der National Women’s Soccer League (NWSL) sowie der Rugby-Union-Club der San Diego Legion aus der Major League Rugby (MLR, seit 2023) die Anlage. Seit 2025 nutzt der 2023 gegründete San Diego FC aus der Major League Soccer (MLS) die Anlage.

## Geschichte
Das Snapdragon Stadium entstand auf dem Gelände des ehemaligen San Diego Stadium. Dort trugen, neben den State Aztecs (1967–2019), u. a. die San Diego Chargers aus der National Football League (NFL, 1967–2016) und die San Diego Padres aus der Major League Baseball (MLB, 1969–2003) ihre Heimspiele aus. Zur Saison 2017 wanderten die Chargers nach Los Angeles ab, wo sie heute im SoFi Stadium beheimatet sind. Die Padres trugen schon seit 2004 ihre Heimpartien im neugebauten PETCO Park aus. Der Stadionbau ist der erste Teil der Gestaltung des SDSU Mission Valley.
Das SDSU Mission Valley wird bei Fertigstellung 80 Acre (323.749 m²) Parks und freies Gelände inklusive des 34 Acre (137.593 m²) großen River Parks, entlang des San Diego River, bieten. Der Innovation District mit einer Fläche von 1,6 Mio. sq ft (rund 148.644 m²) soll die Bildungs-, Forschungs-, Unternehmens- und Technologieprogramme der Universität erweiterern. Hinzu kommen Wohnhäuser, Büros, ein Hotel und Einzelhandelsgeschäfte. Die Errichtung soll 10 bis 15 Jahre dauern. Für ein neues Franchise der NFL könnte der Bau von 35.000 auf 55.000 Plätze ausgebaut werden.
Am 5. Dezember 2019 spendete die Philanthropin Dianne L. Bashor 15 Mio. US-Dollar für den Bau des Stadions. Das Spielfeld wird den Namen Bashor Field at Aztec Stadium (heute: Bashor Field at Snapdragon Stadium) tragen. Ende Juni 2020 genehmigte die Stadt den Verkauf des 135 Acre (546.326 m²) großen Geländes für den Bau des SDSU Mission Valley für über 88 Mio. US-Dollar. Der Spatenstich sollte innerhalb von zwei Monaten erfolgen. Der Stadionbau begann am 17. August 2020 mit dem Spatenstich. Die Baukosten für das gesamte Projekt SDSU Mission Valley sind auf 3,5 Mrd. US-Dollar veranschlagt.
Am 6. Dezember 2021 wurde der Halbleiterhersteller Qualcomm Namenssponsor des Neubaus. Das Stadion erhielt den Namen des Prozessors Snapdragon. Die Vereinbarung hat eine Laufzeit von 15 Jahren bei einer jährlichen Zahlung des Unternehmens von drei Mio. US-Dollar. Mitte Dezember 2021 gab der San Diego Wave FC bekannt, dass man in den Neubau umziehen werde. Man beginnt die Saison 2022 zunächst im Torero Stadium. Das neue Stadion der SDSU wurde im Januar 2022 als Austragungsort der Lacrosse-Weltmeisterschaft der Männer 2023 ausgewählt. Anfang Februar 2022 kam ein weiterer Stadionmieter hinzu. Die San Diego Legion aus der MLR wird ab 2023 das Stadion als Heimspielstätte nutzen.
Die Betreiber des Snapdragon Stadium hoffen, dass in den nächsten Jahren ein Expansion Team der Major League Soccer (MLS) nach San Diego vergeben wird und die Anlage der SDSU Austragungsort des neuen Franchise wird. Die Spielstätte entspricht mit den 35.000 Sitzplätzen den Anforderungen der MLS.
Die Stadt San Diego (mit dem Snapdragon Stadium) gehört zu einem Kreis möglicher Austragungsorte für die Rugby-Union-Weltmeisterschaft 2031 und die Rugby-Union-Weltmeisterschaft der Frauen 2033, die im Mai 2022 an die Vereinigten Staaten vergeben wurden.
Die Einweihung fand zur Saisoneröffnung 2022 am 3. September gegen die Arizona Wildcats (20:38) statt. Die Feuerwehr von San Diego musste mit insgesamt fünf Krankenwagen und drei Feuerwehrfahrzeugen ausrücken, da Zuschauer wegen Hitzeschäden, aufgrund einer herrschenden Hitzewelle, behandelt werden mussten.
Das Snapdragon Stadium war Endspielort des CONCACAF W Gold Cup 2024.

## Länderspiele
Männer
- 10. Juni 2023:  Mexiko –  Kamerun 2:2 (1:1) (Freundschaftsspiel)[16]
- 12. Juli 2023:  Vereinigte Staaten –  Panama 1:1 n. V. (0:0), 4:5 i. E. (Halbfinale im CONCACAF Gold Cup 2023)[17]

Frauen
- 29. Okt. 2023:  Vereinigte Staaten –  Kolumbien 3:0 (0:0) (Freundschaftsspiel)[18]

## Galerie

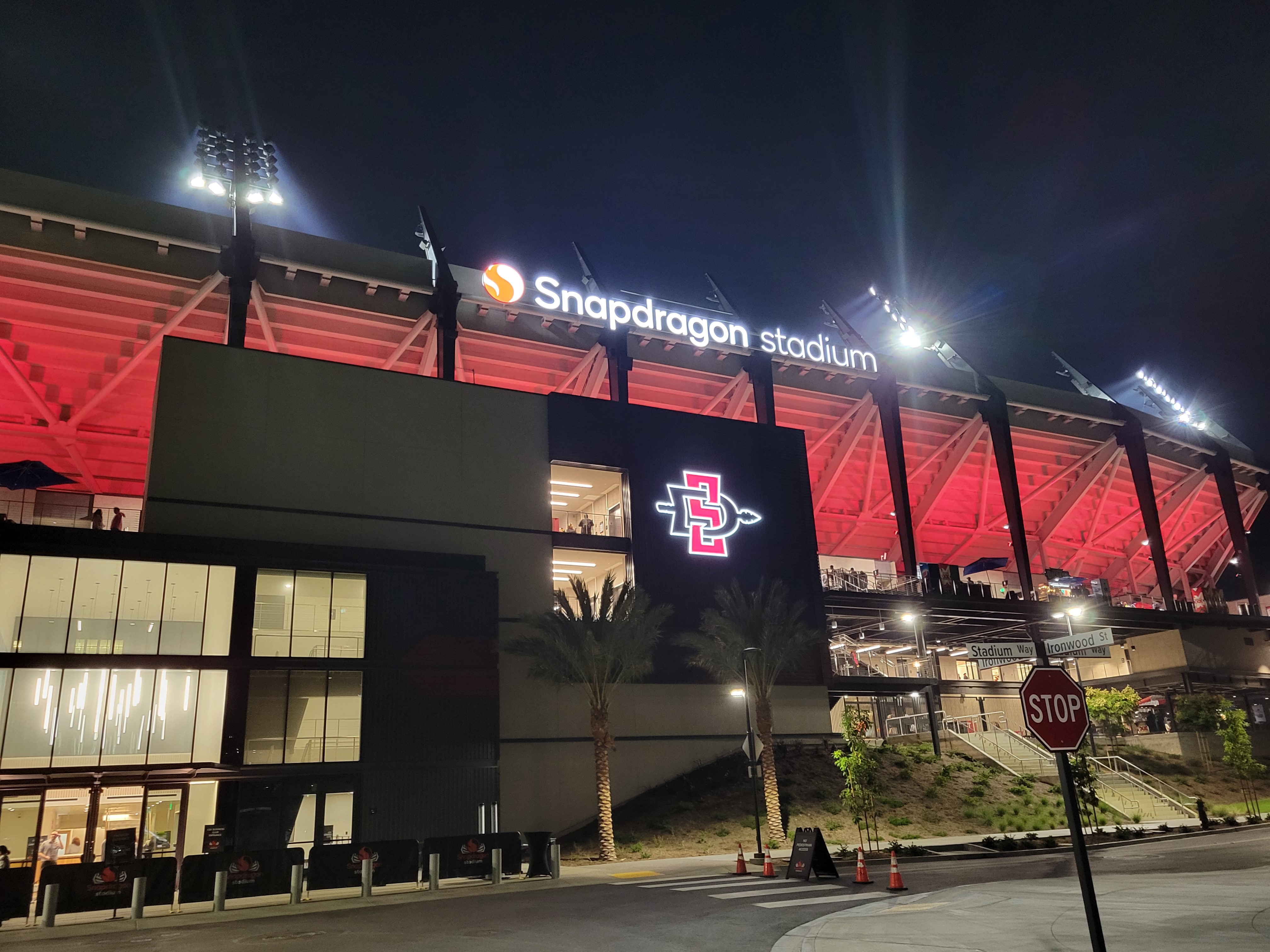
Fassade des Stadions
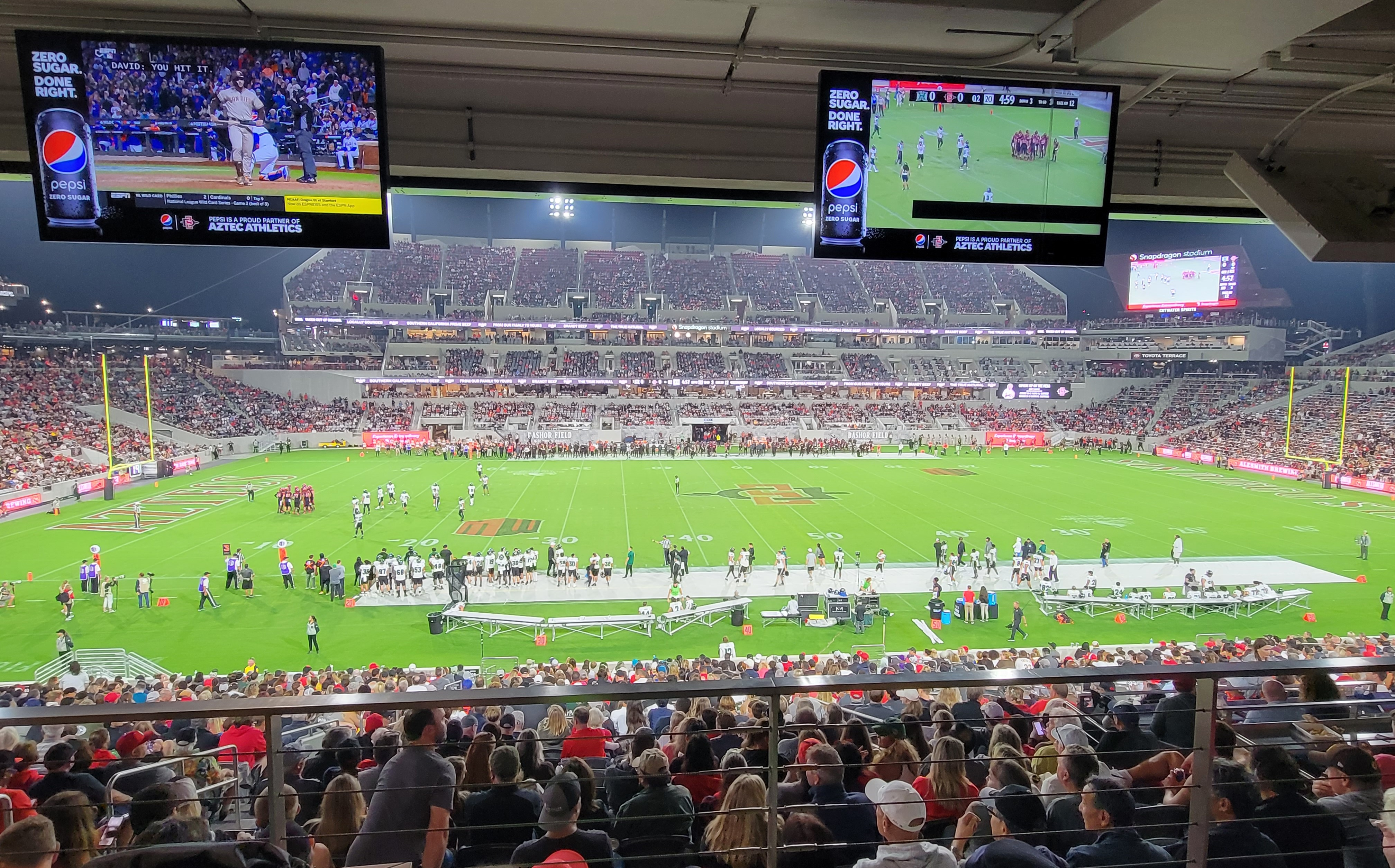
Blick ins Stadion
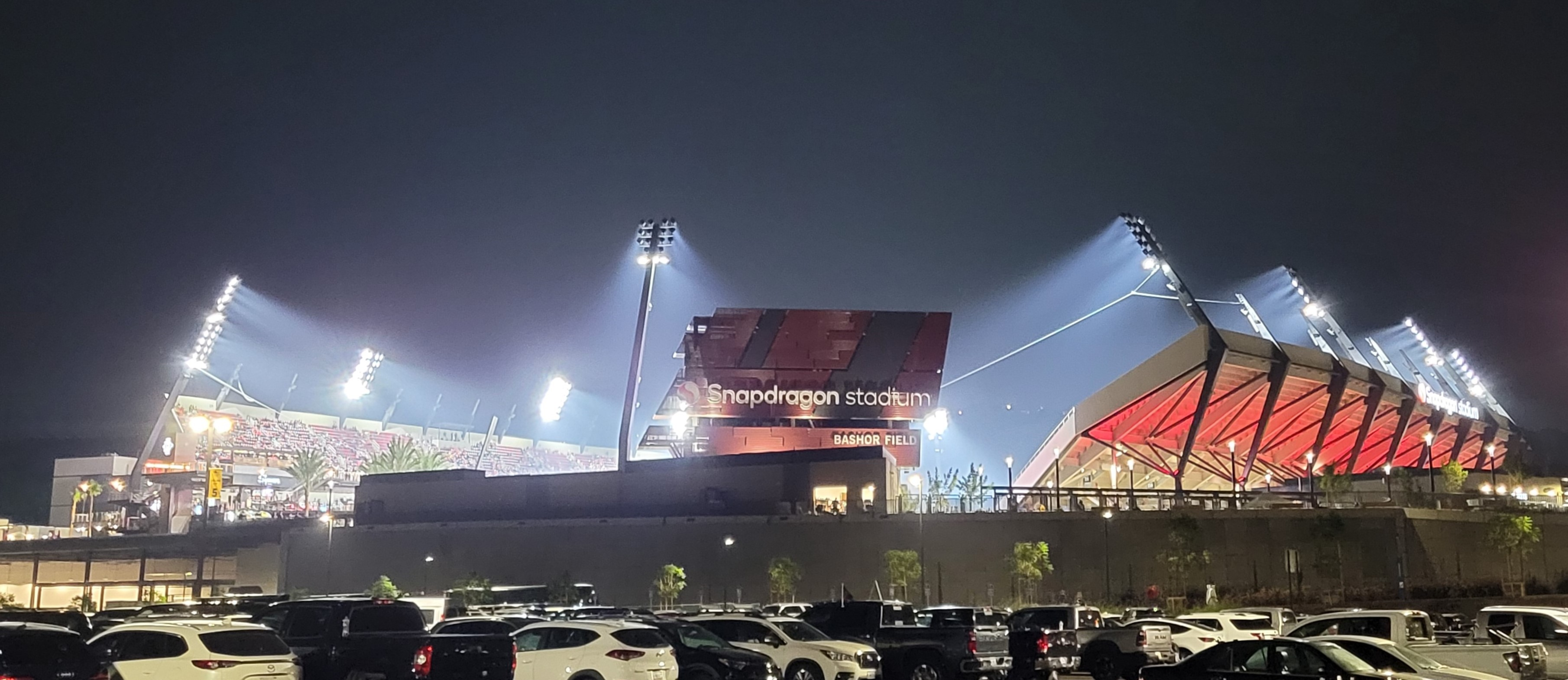
Das Stadion unter Flutlicht